# Castell i muralles de Cullera
El castell i muralles de Cullera són un conjunt d'arquitectura militar musulmana que es troba a l'esmentada població valenciana. Formen un Bé d'interès cultural amb número 46.21.105-015 i anotació ministerial RI - 51-0004867, de 27 d'abril de 1983. Des de 1997 alberga el Museu Municipal d'Història i Arqueologia de Cullera.

## Descripció
L'edifici es troba a la serra de les Raboses, controlant el litoral de Cullera i la desembocadura del Xúquer. Se suposa que estava totalment complet, cap al segle xiv, i que en eixos moments constava d'un primer recinte emmurallat, l'albacar vell, dins del qual es trobava el castell, dotat de torres de flanqueig i una torre principal de 10 metres d'alçada. L'albacar nou, envoltat amb una muralla i cinc torres, es troba a un nivell una mica inferior.

## Història
L'edifici es va alçar al segle x, època califal. Al començament del segle xi, passà a formar part de les defenses de la taifa de València. El 1239 passà a mans cristianes. Durant la Guerra dels dos Peres va ser pres pels castellans i recuperat pels aragonesos. Va servir de defensa contra els pirates barbarescs durant el segle xvi. Al segle xix, va tornar a tenir importància militar durant la Guerra de la Independència i les guerres carlines. Durant aquestes últimes, es va modificar la torre Major, demolint la seva estança amb volta per formar una plataforma per fusellers.
Entre 1891 i 1897, es va construir el santuari de Nostra Senyora del Castell, obra de l'arquitecte Josep Maria Belda. Aquesta edificació va suposar la supressió de l'albacar vell.

## Imatges del Castell

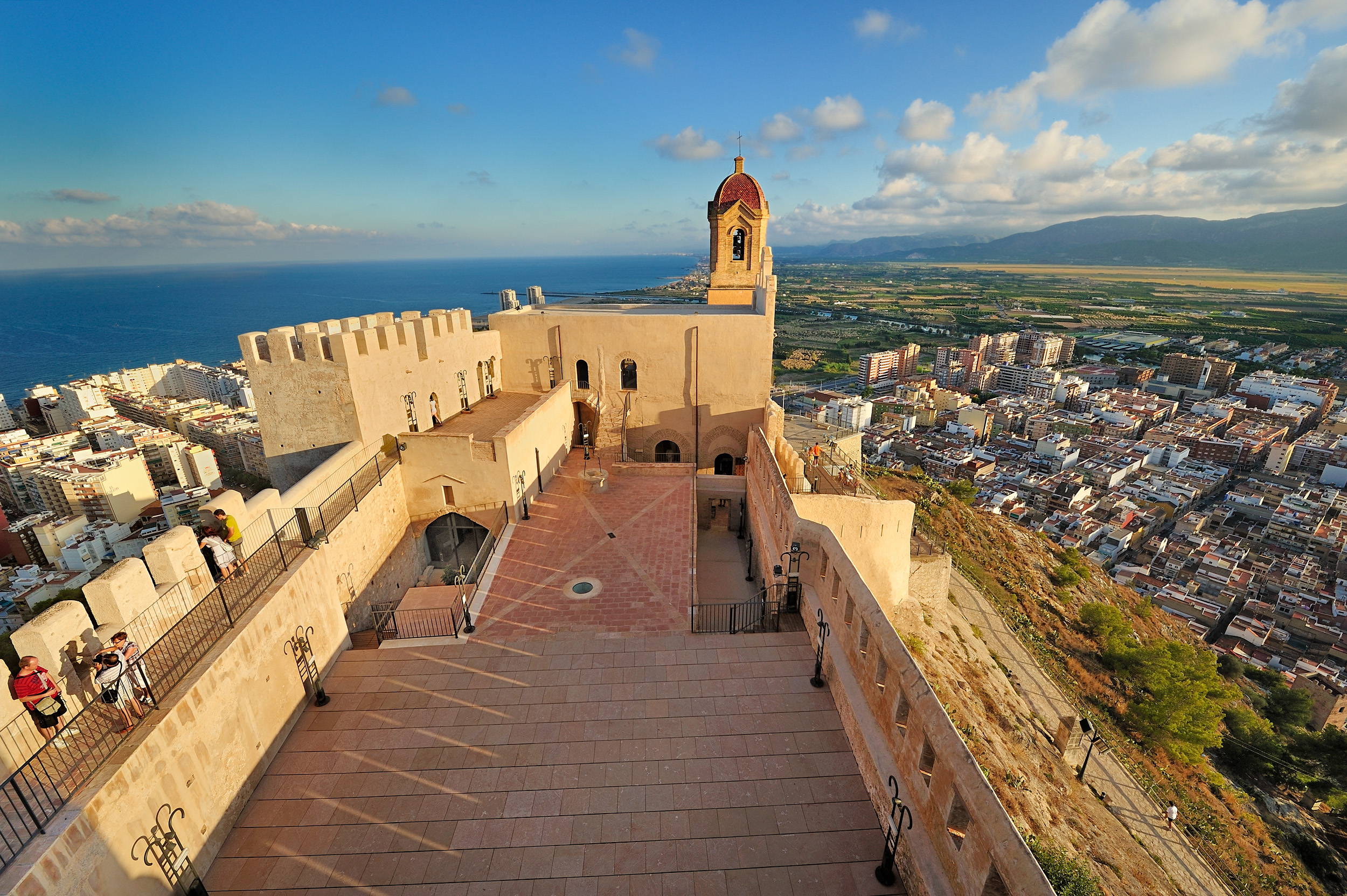
Des de Tramuntana
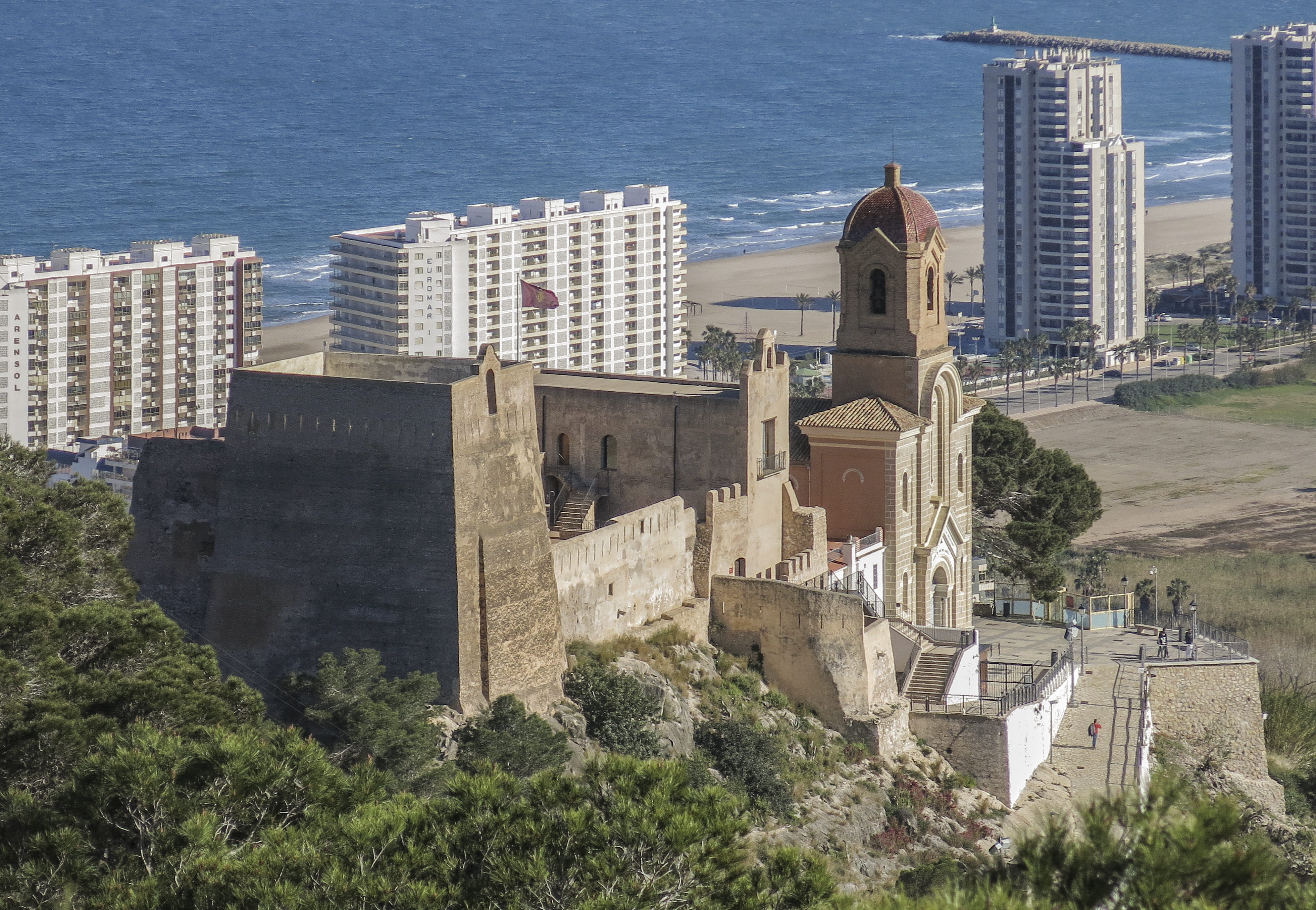
Des de Gregal
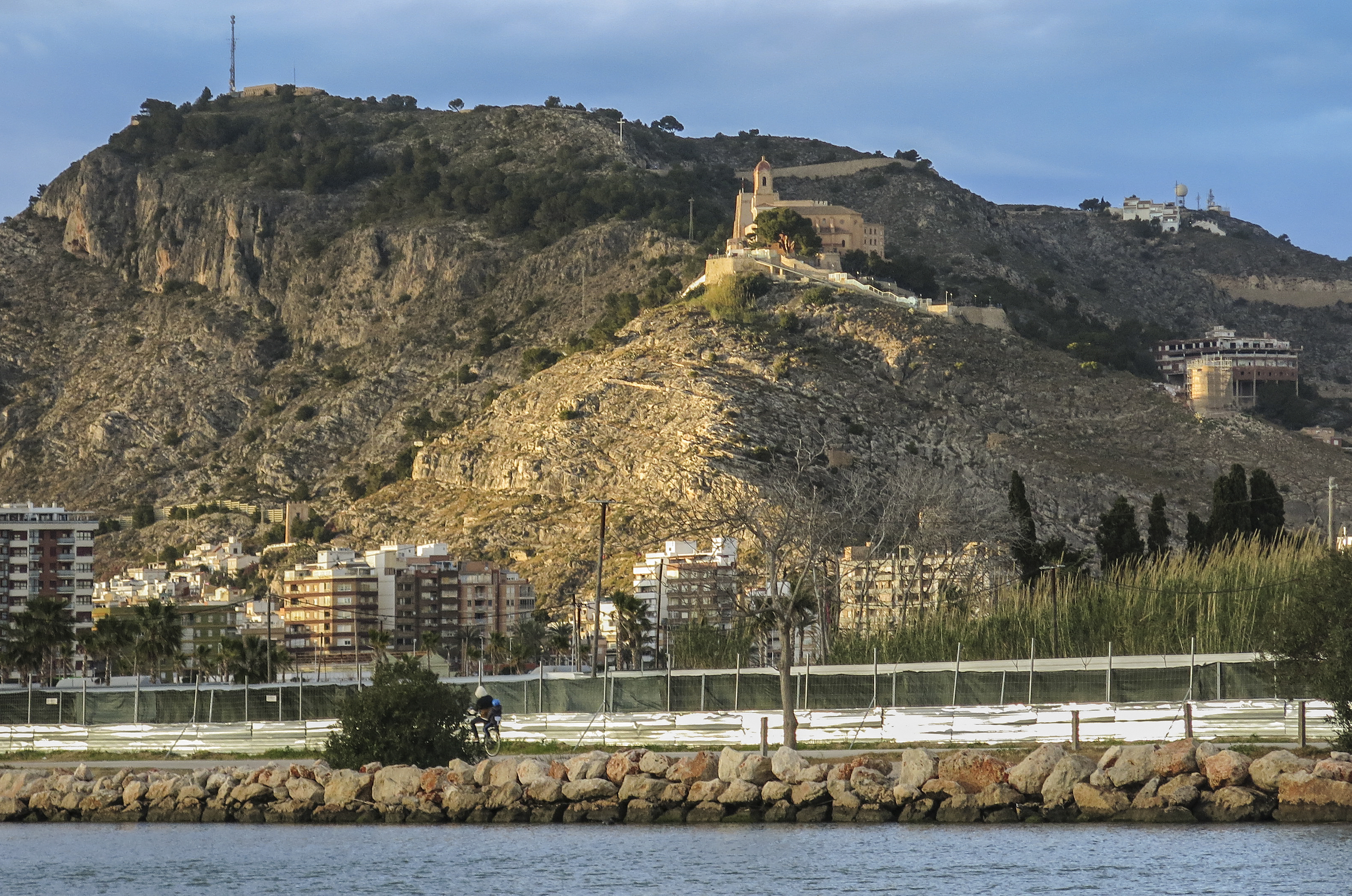
Des de Xaloc, amb la desembocadura del riu Xúquer i la Muntanya de les Raboses
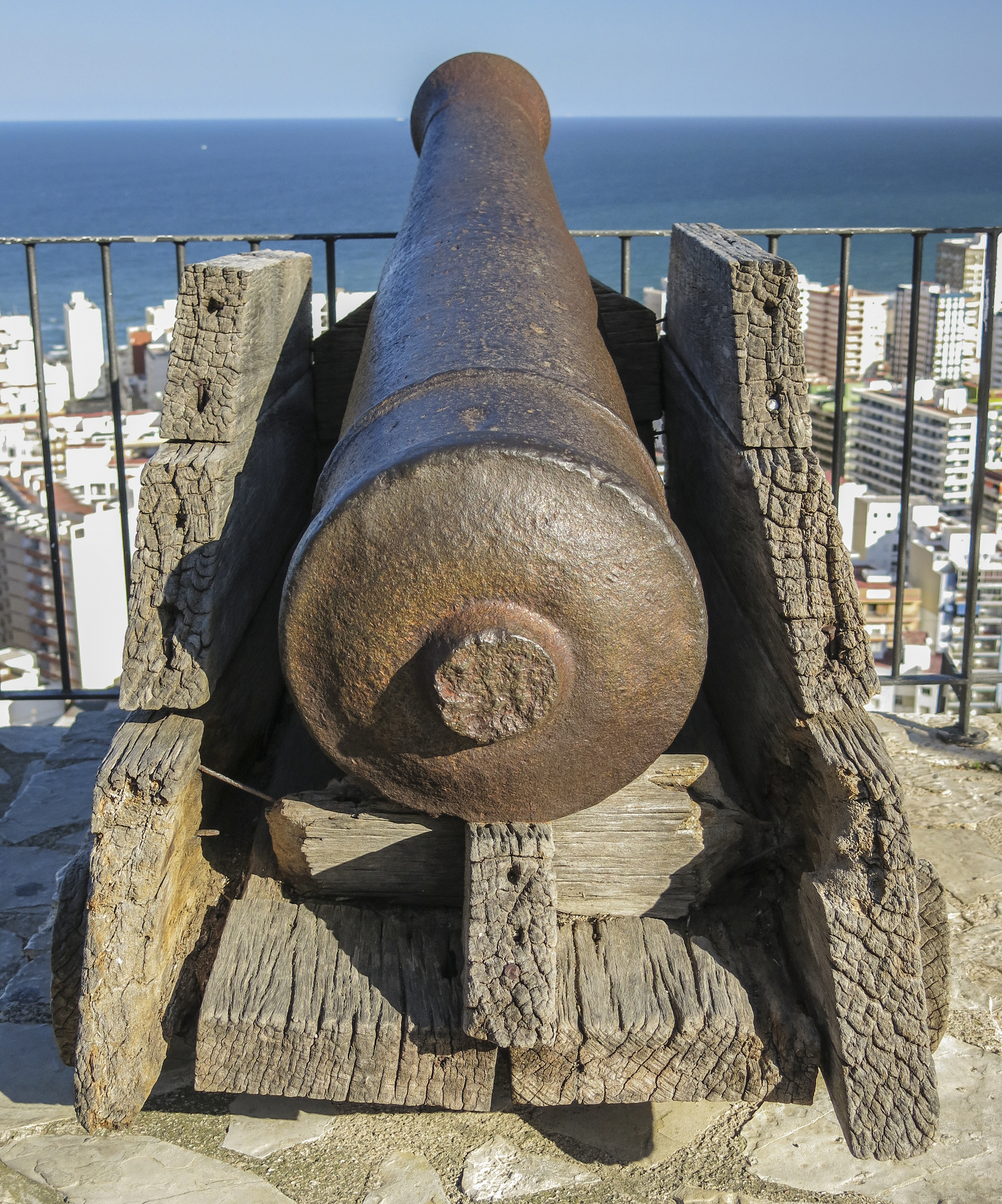
Canó del castell amb la mar Mediterrània